# Pilot Point, Texas
Pilot Point är en ort i Denton County, Texas, USA.